# Тріо (настільна гра)
Тріо (англ. Trio) — настільна карткова гра для компанії від 3 до 6 гравців, яка поєднує елементи розвитку пам'яті, дедукції та стратегії. Мета гри полягає у зборі сетів із трьох однакових карт. Гра була видана компанією Cocktail Games у 2021 році та локалізована в Україні видавництвом Games7Days .

## Опис гри
Гра Тріо складається з 36 карт, кожна з яких має номінал від 1 до 12, причому кожен номер представлений трьома картами.. На початку гри гравцям роздають карти в руки, а решта карт викладається на стіл обличчям вниз. Кількість карт у руці та на столі залежить від кількості гравців.

## Правила гри
На початку кожного ходу гравець має два варіанти дій: відкрити одну з карт на столі або запитати іншого гравця про найбільшу чи найменшу карту в його руці. Якщо відкрита карта збігається з тією, що вже була відкрита раніше, гравець продовжує свій хід. Якщо ж ні, карти повертаються на місце, і хід передається наступному гравцеві.
Мета кожного гравця — зібрати три однакові карти, утворюючи так званий «тріо». Гра завершується, коли один з гравців збирає три тріо або три сімки.

### Режими гри
Гра Тріо має два основні режими:
- Простий режим: перемогу отримує гравець, який першим зібрав три тріо або тріо з семірок[2].
- «Гострий» режим: перемогу також можна здобути, зібравши два тріо, номінали яких у сумі або різниці дорівнюють 7 (наприклад, три карти з номіналом 1 і три карти з номіналом 6)[3].

Також гра містить варіант командної гри для 4 або 6 гравців, де партнери можуть обмінюватися картами, але без вербальної комунікації.

## Нагороди та номінації
- 2024 — номінант на UK Games Expo у категорії «Найкраща карткова гра»
- 2024 — переможець премії UK Games Expo Judges Award за «Найкращу карткову гру»
- 2024 — рекомендована гра Spiel des Jahres
- 2024 — номінант премії Guldbrikken за «Найкращу сімейну гру»
- 2024 — номінант премії Gra Roku за «Найкращу гру для вечірок»
- 2024 — переможець премії As d'Or - Jeu de l'Année